# Samuel Ogus
Samuel Ogus (né le 23 avril 1895 à Vilnius en Lituanie – alors province de Empire russe – et mort en 1955) était un « richissime » homme d'affaires, naturalisé français en 1928, qui s'est notablement enrichi en faisant de l'import-export avec des républiques soviétiques.

## Biographie
Il a vécu une relation intime avec Lydie Bastien.
Il s'est suicidé en 1955.